# Josef Maria Lukesch

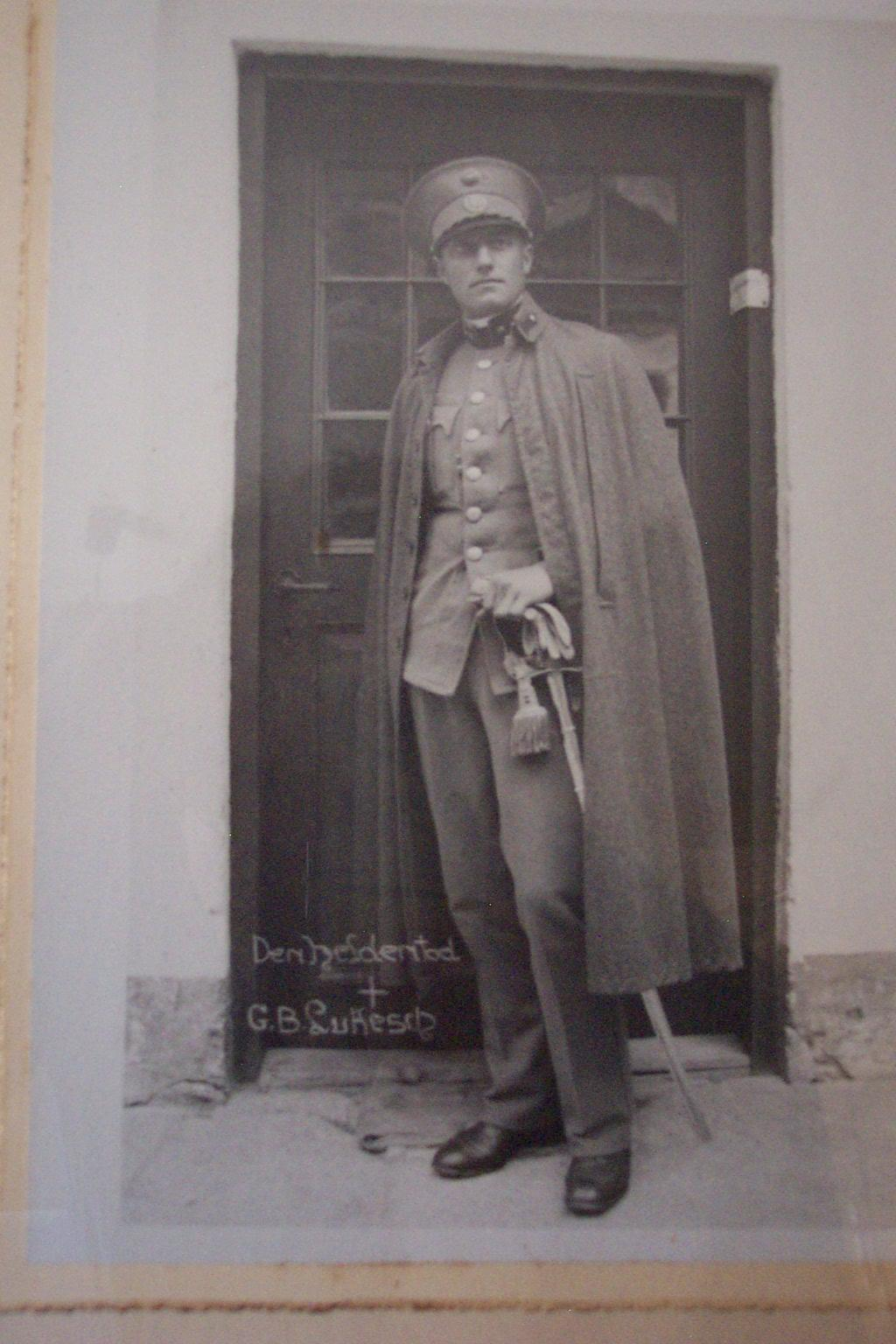
Josef Maria Lukesch – Gendarm

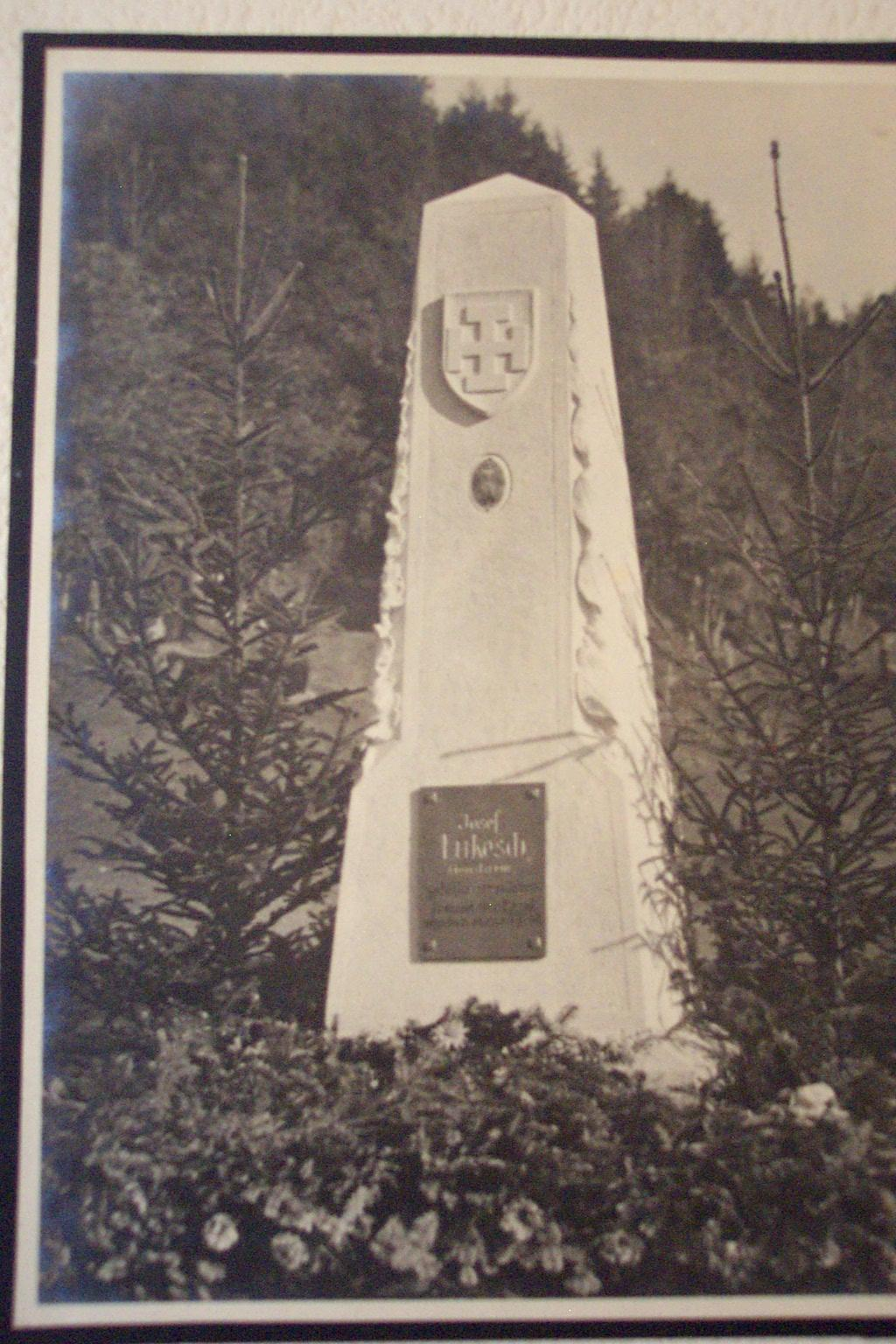
Ursprüngliches Denkmal für Josef Maria Lukesch in Laakirchen

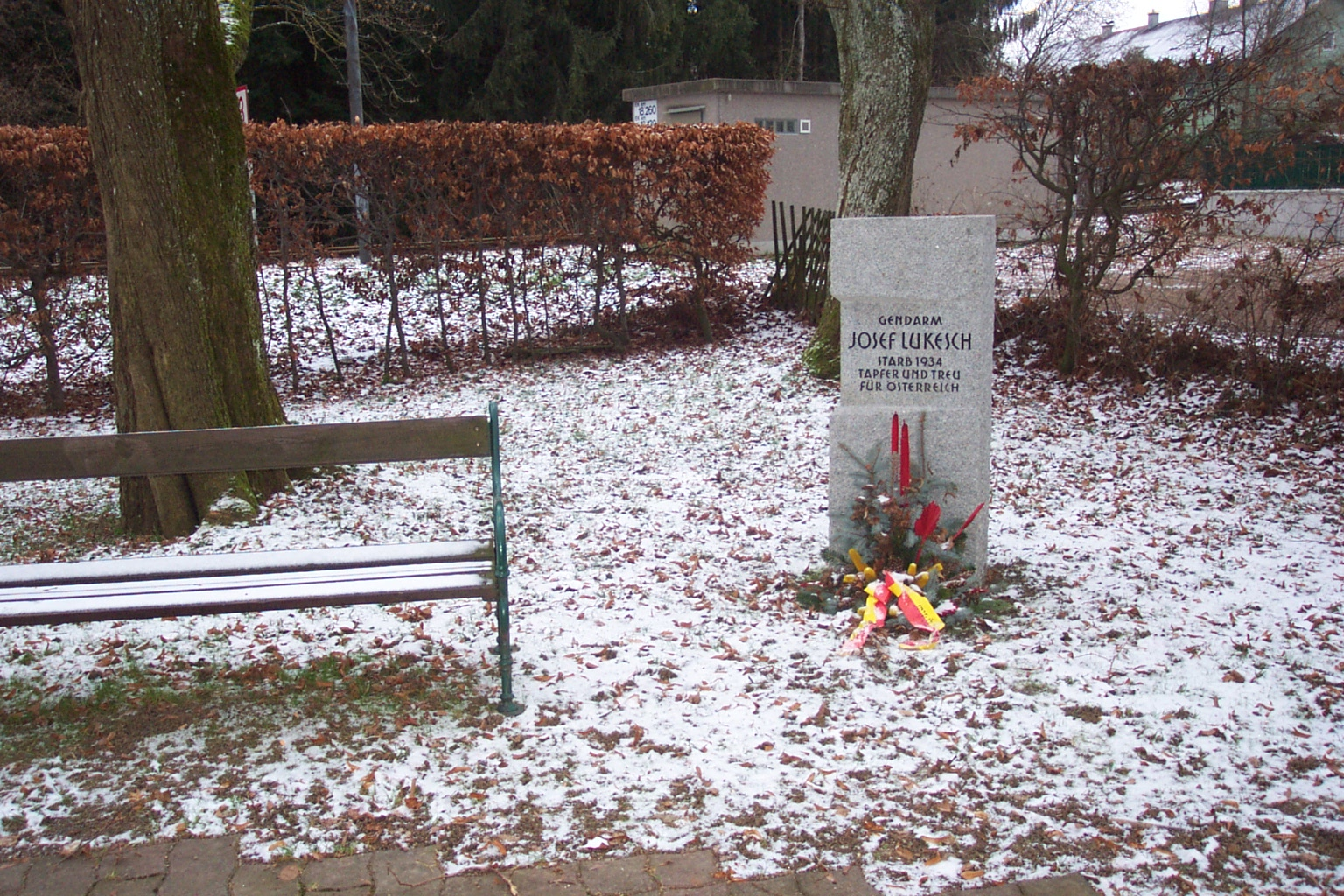
Neues Denkmal zu Ehren Josef Maria Lukesch in Laakirchen

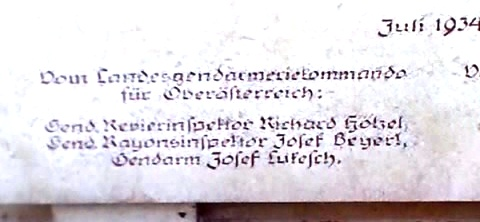
Denkmal am Barbarafriedhof in Linz / Donau zum Gedenken an die 1934 gefallenen Gendarmeriebeamten

Josef Maria Lukesch (* 6. März 1908 in Zwettl an der Rodl; † 27. Juli 1934 in Laakirchen) war ein Gendarm und Opfer des Nationalsozialismus.

## Leben
Lukesch war das zweitälteste der fünf Kinder des Oberlehrers Franz Xaver Lukesch (1879–1949) und dessen Frau Katharina (geb. Voigt; 1881–1962).
Ab dem Schuljahr 1914/15 besuchte er die Volksschule in Zwettl an der Rodl. Nach deren Abschluss 1922 begann er eine Lehre als Tischler, die er 1925 erfolgreich beendete. Im selben Jahr erwarb er den Gesellenbrief.
Von 1927 bis 1930 leistete Lukesch seinen Präsenzdienst beim österreichischen Bundesheer. Anschließend trat er in den Dienst der Gendarmerie ein.

## Ermordung
Im Juli 1934 fand in Österreich ein letztendlich missglückter Putsch der Nationalsozialisten statt, bei dem auch Bundeskanzler Engelbert Dollfuß ermordet wurde. Die Kämpfe waren in Wien besonders schwer, von dem Aufstand blieben aber auch einzelne Bundesländer nicht verschont. Im Rahmen dieses Aufstands kam es in der mondhellen Nacht vom 26. auf den 27. Juli 1934 in Laakirchen zu einem Zwischenfall. Der SA-Anführer von Laakirchen, Alois Zeller, hatte den Befehl an die SA-Mitglieder ausgegeben, sich bewaffnet beim Friedhof zu versammeln. Dieser Aufforderung kamen etwa 40 Personen nach, von denen die Gendarmerie später 25 mit Namen identifizieren konnte. Kurz nach Mitternacht wurde der dortige Gendarmerieposten von den Aufständischen unter Beschuss genommen. Lukesch, der sich zu diesem Zeitpunkt auf Streifengang befand und in sein Quartier im Gendarmerieposten zurückkehren wollte, wurde von einem Dumdum-Geschoss getroffen und tödlich verletzt.
Anfänglich schien die Aufklärung des Falles schnell voranzugehen. In der Presse wurde von der Verhaftung von insgesamt 44 Personen, die an dem Überfall auf den Posten beteiligt waren, berichtet, darunter der mutmaßliche Mörder Lukeschs. Am 27. August 1934 berichtet das Linzer Volksblatt, dass gegen sieben der Verhafteten Schuldsprüche wegen Hochverrats ergangen seien. Das Gericht verhängte sowohl lebenslange schwere Kerkerstrafen als auch langjährige Haftstrafen. Ein Teil der Verurteilten wurde später wegen des zwischen Österreich und Deutschland abgeschlossenen Juliabkommen von 1936 amnestiert.
Da die Beweise nicht ausreichten, erfolgte in der Mordanklage selbst keine Verurteilung, obwohl der Mordverdacht gegen einen der Hauptverdächtigen Leopold Mitterbauer nicht ganz ausgeräumt werden konnte. Offensichtlich hat Mitterbauer seine Mittäter mit der Drohung erpresst, er würde auch noch weitere Namen von Personen nennen, die von der Polizei nicht gefangen worden seinen; dies wird auch durch die nach dem Krieg gemachte Aussage von Ludwig Bernaschek bestätigt, der gemeinsam mit dem zweiten als Haupttäter verurteilten Nazi Josef Tischler in Garsten in einer Zelle inhaftiert war. Weiteren Spuren, die später noch auftauchten, wurde nachzugehen versucht; aber Gerichtsverfahren wurden nach dem Zweiten Weltkrieg nicht eröffnet. Somit ist der Gendarmenmord von Laakirchen bis heute ungeklärt.

## Ehrungen
Zur Beerdigung Lukeschs am 29. Juli 1934 fand sich ein Großteil der Einwohnerschaft Laakirchens und Umgebung ein. Das Ereignis erfuhr in der lokalen Presse hohe Beachtung. Lukesch wurde in seinem Heimatdorf Zwettl an der Rodl beigesetzt.
Am 6. August 1934 wurde ihm von Bundespräsident Miklas posthum die Goldene Medaille für Verdienste um den Bundesstaat Österreich verliehen. 1935 wurde ihm in Laakirchen ein Denkmal errichtet. Am 31. Oktober 1970 wurde das Denkmal auf dem Areal des Kriegerdenkmals neu errichtet, der alte Gedenkstein wurde abgetragen. Zudem wurde in Linz am Barbarafriedhof am 23. Mai 1935 ein Denkmal für die im Februar 1934 (Österreichischer Bürgerkrieg) und Juli 1934 (Juliputsch) gefallenen Bundesheerangehörigen, Gendarmeriebeamten und Schutzkorpsmänner errichtet, mit dem auch dem Gendarmen Josef Lukesch gedacht wurde. Das Denkmal wurde 2010 renoviert.